# Société des loteries de l'Atlantique
 (juillet 2021).

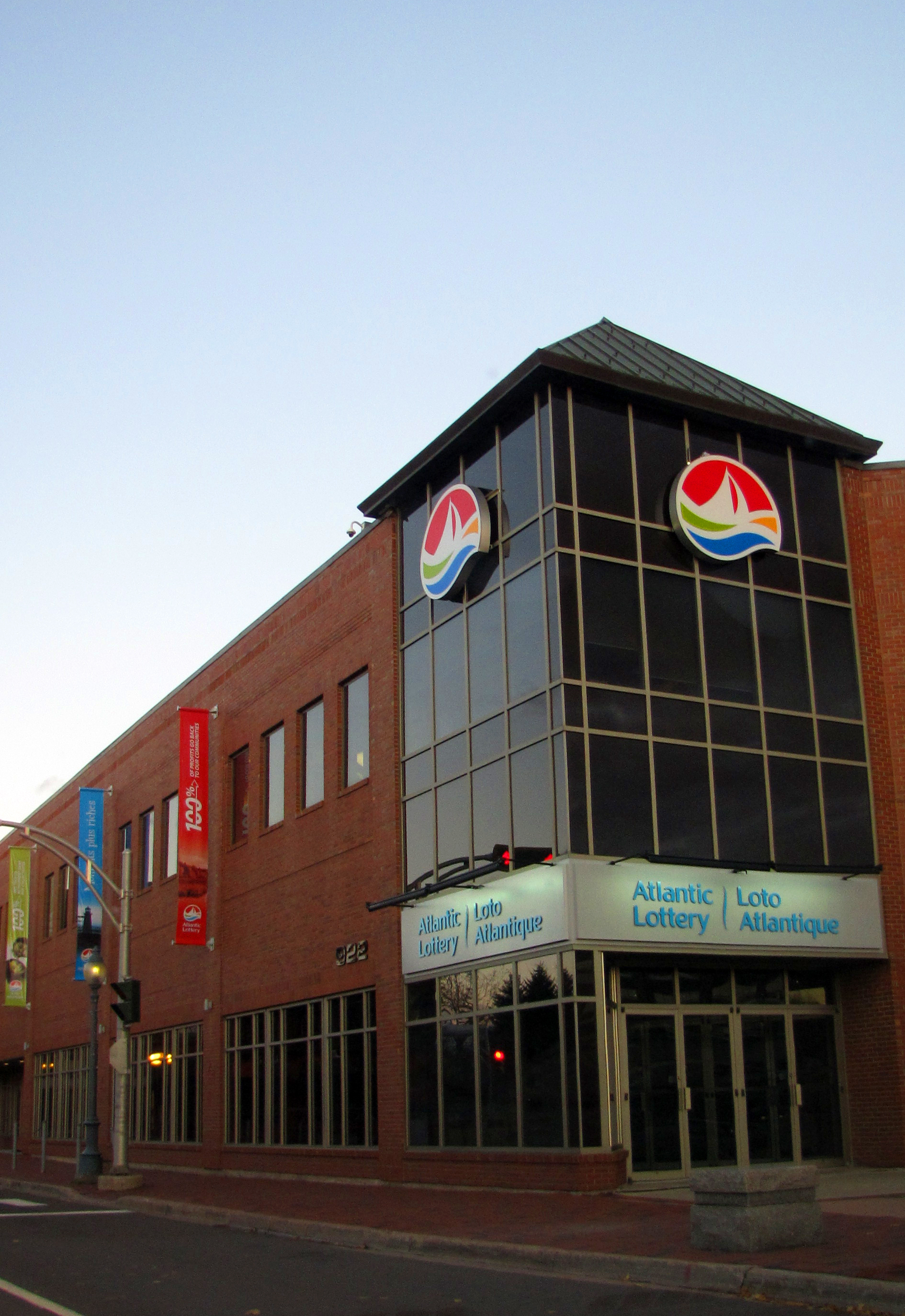
Les bureaux de Loto Atlantique, à Moncton

La Société des loteries de l'Atlantique (SLA), communément désigné sous la marque Loto Atlantique, est une société de la Couronne opérant les jeux de loterie dans les provinces de l'Atlantique. Elle est détenue conjointement par 4 gouvernements provinciaux : le Nouveau-Brunswick, la Nouvelle-Écosse, l'Île-du-Prince-Édouard et Terre-Neuve-et-Labrador. Son siège est situé à Moncton.

## Histoire
La SLA a été fondée en 1976, peu de temps après la fondation d'autres loteries ailleurs au Canada. Alors que les premiers jeux de la SLA étaient uniquement joués sur une base régionale, l'organisation a rapidement rejoint la Société de la Loterie Interprovinciale pour pouvoir participer aux jeux pancanadiens.
En 1988, la société est devenue la première organisation de loterie dans le monde à imprimer un code à barres sur tous les billets de tirage et grattage, permettant une vérification instantanée. En 1990, ils introduisent les premiers appareils de loterie vidéo au Canada. Avec l'introduction de PlaySphere en 2004, ils permettent désormais aux utilisateurs de jouer à la loterie sur Internet, une autre première.
En 2007, Loto Atlantique a été nommé l'un des 100 meilleurs employeurs du Canada, tel que publié dans le magazine Maclean's, la seule autorité provinciale de jeux à recevoir cet honneur. 
Depuis 1976, la SLA a accordé plus de 5,5 milliards de dollars en prix et versé 5,9 milliards de dollars les bénéfices de ses quatre actionnaires.

## Source
- (en) Cet article est partiellement ou en totalité issu de l’article de Wikipédia en anglais intitulé « Atlantic Lottery Corporation » (voir la liste des auteurs).